# Centaurea vandasii
Centaurea vandasii — вид квіткових рослин родини айстрових (Asteraceae). Ареал: Північна Македонія; пд. Болгарія (Родопи); пн.-сх. Греція (гора Белес).
Належить до sect. Phalolepis.

## Середовище проживання
Населяє скелясті схили, лісові галявини, субальпійські луки, схили доріг.